# Copa do Mundo de Voleibol Feminino de 1991
A Copa do Mundo de Voleibol Feminino de 1991 organizado pela FIVB -Federação Internacional de Voleibol  foi uma competição de voleibol disputado de 8 a 17 de novembro de 1991, sediada no Japão com partidas disputadas em 3 cidades Tóquio, Sendai e Osaka, e composta por 12  seleções nacionais, divididas em 2 grupos,  na luta pelo título e vaga assegurada para os Jogos Olímpicos de Verão de 1992 em Barcelona.

## Equipes
| Grupo A         | Grupo B        |
| --------------- | -------------- |
| União Soviética | Brasil         |
| Canadá          | China          |
| Coreia do Sul   | Cuba           |
| Japão           | Alemanha       |
| Peru            | Estados Unidos |
| Espanha         | Quênia         |

## Primeira Fase
| Data     | Equipe #1       | Placar | Equipe #2     | 1º Set | 2º Set | 3º Set | 4º Set | 5º Set | Total | Cidade | Público |
| -------- | --------------- | ------ | ------------- | ------ | ------ | ------ | ------ | ------ | ----- | ------ | ------- |
| 08/11/91 | União Soviética | 3–0    | Espanha       | 15–1   | 15–10  | 15–2   |        |        | 45–13 |        |         |
| 08/11/91 | Peru            | 3–2    | Coreia do Sul | 15–2   | 12–15  | 17–15  | 13–15  | 17–16  | 74–63 |        |         |
| 08/11/91 | Japão           | 3–1    | Canadá        | 15–10  | 15–8   | 11–15  | 15–5   |        | 56–38 |        |         |
| 09/11/91 | União Soviética | 3–1    | Peru          | 14–16  | 17–15  | 15–7   | 15–11  |        | 61–49 |        |         |
| 09/11/91 | Coreia do Sul   | 3–1    | Canadá        | 12–15  | 15–3   | 15–5   | 15–10  |        | 57–33 |        |         |
| 09/11/91 | Japão           | 3–0    | Espanha       | 15–2   | 15–5   | 15–4   |        |        | 45–11 |        |         |
| 10/11/91 | Peru            | 3–0    | Canadá        | 15–10  | 15–6   | 15–13  |        |        | 45–29 |        |         |
| 10/11/91 | Coreia do Sul   | 3–0    | Espanha       | 15–5   | 15–3   | 15–2   |        |        | 45–10 |        |         |
| 10/11/91 | União Soviética | 3–1    | Japão         | 11–15  | 15–10  | 15–10  | 15–11  |        | 56–46 |        |         |
| 12/11/91 | União Soviética | 3–2    | Coreia do Sul | 11–15  | 15–13  | 15–7   | 14–16  | 15–8   | 70–59 |        |         |
| 12/11/91 | Canadá          | 3–1    | Espanha       | 15–12  | 14–16  | 15–2   | 15–11  |        | 59–41 |        |         |
| 12/11/91 | Japão           | 3–2    | Peru          |        |        |        |        |        |       |        |         |
| 13/11/91 | União Soviética | 3–1    | Canadá        | 16–14  | 15–12  | 15–17  | 15–5   |        | 61–48 |        |         |
| 13/11/91 | Peru            | 3–0    | Espanha       | 15–3   | 15–11  | 15–1   |        |        | 45–15 |        |         |
| 13/11/91 | Coreia do Sul   | 3–2    | Japão         | 6–15   | 15–11  | 15–6   | 11–15  | 17–15  | 64–61 |        |         |

## Agrupamento A
| Data     | Equipe #1      | Placar | Equipe #2      | 1º Set | 2º Set | 3º Set | 4º Set | 5º Set | Total | Cidade | Público |
| -------- | -------------- | ------ | -------------- | ------ | ------ | ------ | ------ | ------ | ----- | ------ | ------- |
| 08/11/91 | Estados Unidos | 3–2    | Brasil         | 17–15  | 8–15   | 15–11  | 7–15   | 15–9   | 62–65 |        |         |
| 08/11/91 | China          | 3–0    | Alemanha       | 15–6   | 15–6   | 15–10  |        |        | 45–22 |        |         |
| 08/11/91 | Cuba           | 3–0    | Quênia         | 15–3   | 15–5   | 15–2   |        |        | 45–10 |        |         |
| 09/11/91 | Cuba           | 3–0    | China          | 15–7   | 15–13  | 16–14  |        |        | 46–34 |        |         |
| 09/11/91 | Brasil         | 3–0    | Alemanha       | 15–13  | 15–6   | 15–13  |        |        | 45–32 |        |         |
| 09/11/91 | Estados Unidos | 3–0    | Quênia         | 15–4   | 15–2   | 15–1   |        |        | 45–7  |        |         |
| 10/11/91 | Alemanha       | 3–0    | Quênia         | 15–3   | 15–9   | 15–5   |        |        | 45–17 |        |         |
| 10/11/91 | China          | 3–0    | Brasil         | 15–11  | 15–11  | 15–6   |        |        | 45–28 |        |         |
| 10/11/91 | Cuba           | 3–1    | Estados Unidos | 4–15   | 15–11  | 15–7   | 15–7   |        | 49–40 |        |         |
| 12/11/91 | China          | 3–1    | Estados Unidos | 13–15  | 15–12  | 16–14  | 15–12  |        | 59–53 |        |         |
| 12/11/91 | Brasil         | 3–0    | Quênia         | 15–4   | 15–0   | 15–0   |        |        | 45–4  |        |         |
| 12/11/91 | Cuba           | 3–0    | Alemanha       | 15–6   | 15–9   | 15–8   |        |        | 45–23 |        |         |
| 13/11/91 | Cuba           | 3–2    | Brasil         | 17–15  | 16–17  | 4–15   | 15–11  | 15–9   | 67–67 |        |         |
| 13/11/91 | China          | 3–0    | Quênia         | 15–2   | 15–0   | 15–2   |        |        | 45–4  |        |         |
| 13/11/91 | Estados Unidos | 3–0    | Alemanha       | 15–8   | 15–8   | 15–8   |        |        | 45–24 |        |         |

## Fase Final
| Data     | Equipe #1       | Placar | Equipe #2       | 1º Set | 2º Set | 3º Set | 4º Set | 5º Set | Total | Cidade | Público |
| -------- | --------------- | ------ | --------------- | ------ | ------ | ------ | ------ | ------ | ----- | ------ | ------- |
| 15/11/91 | China           | 3–1    | Peru            |        |        |        |        |        |       |        |         |
| 15/11/91 | União Soviética | 3–2    | Estados Unidos  |        |        |        |        |        |       |        |         |
| 15/11/91 | Cuba            | 3–0    | Coreia do Sul   | 15–7   | 15–8   | 15–12  |        |        | 45–27 |        |         |
| 16/11/91 | Estados Unidos  | 3–0    | Coreia do Sul   | 15–10  | 15–6   | 15–10  |        |        | 45–26 |        |         |
| 16/11/91 | China           | 3–1    | União Soviética | 15–3   | 5–15   | 15–7   | 15–7   |        | 50–32 |        |         |
| 16/11/91 | Cuba            | 3–1    | Peru            | 15–9   | 15–12  | 2–15   | 15–11  |        | 47–47 |        |         |
| 17/11/91 | China           | 3–0    | Coreia do Sul   |        |        |        |        |        |       |        |         |
| 17/11/91 | Estados Unidos  | 3–2    | Peru            | 7–15   | 15–11  | 15–5   | 11–15  | 15–12  | 63–58 |        |         |
| 17/11/91 | União Soviética | 3–0    | Cuba            | 15–11  | 17–15  | 15–8   |        |        | 47–34 |        |         |

## Classificação Geral Final
| \| Colocação \| Equipe \| \| -------------- \| --------------- \| \| Campeão \| Cuba \| \| Vice-campeão \| China \| \| Terceiro lugar \| União Soviética \| \| 4. \| Estados Unidos \| \| 5. \| Peru \| \| 6. \| Coreia do Sul \| \| 7. \| Japão \| \| 8. \| Brasil \| \| 9. \| Alemanha \| \| 10. \| Canadá \| \| 11. \| Espanha \| \| 12. \| Quênia \| | Predefinição:Vitoriosos Composição da Equipe Mireya Luis, Sonia Rescaylle, Ines Saavedra, Lilia Izquierdo, Tania Ortiz, Mercedes Calderón, Regla Torres, Magalys Carvajal, Regla Bell, Marlenis Costa, Idalmis Gato, Norka Latamblet. Técnico: Eugenio George. |
| Colocação | Equipe |
| Campeão | Cuba |
| Vice-campeão | China |
| Terceiro lugar | União Soviética |
| 4. | Estados Unidos |
| 5. | Peru |
| 6. | Coreia do Sul |
| 7. | Japão |
| 8. | Brasil |
| 9. | Alemanha |
| 10. | Canadá |
| 11. | Espanha |
| 12. | Quênia |

## Premiações Individuais
- Most Valuable Player: Caren Kemner|  Estados Unidos

- Maior Pontuadora: Mireya Luis  Cuba

- Melhor Levantadora: Ma Fang  China

- Melhor Recepção: Mercedes Calderón  Cuba

- Melhor Bloqueadora: Gabriela Pérez del Solar  Peru

- Melhor Defensora: Yoon Hee Chang|  Coreia do Sul

## Ligações Externas
- Results